# (42501) 1992 YC
(42501) 1992 YC  es un asteroide perteneciente al grupo de los asteroides que cruzan la órbita de Marte.
Fue descubierto el 17 de diciembre de 1992 por Christian Pollas desde el Observatorio de Caussols.

## Designación y nombre
Designado provisionalmente como 1992 YC.

## Características orbitales
(42501) 1992 YC está situado a una distancia media del Sol de 2,283 ua, pudiendo alejarse hasta 2,927 ua y acercarse hasta 1,639 ua. Su excentricidad es 0,282 y la inclinación orbital 24,580 grados. Emplea 1259,89 días en completar una órbita alrededor del Sol.

## Características físicas
La magnitud absoluta de (42501) 1992 YC es 15,13.